# Санскритско-русский словарь
Санскритско-русский словарь — составлен Верой Александровной Кочергиной на основе расписки материала текстов, которые использовались ею в течение тридцати лет преподавания санскрита на филологическом, философском и историческом факультетах Московского государственного университета им. М. В. Ломоносова и на кафедре индийской филологии Института стран Азии и Африки при МГУ. Предназначен для студентов, изучающих санскрит, а также для языковедов, работающих в области общего и сравнительно-исторического индоевропейского языкознания, для литературоведов и историков-индологов.

## Содержание
В словарь вошли около 30 000 санскритских слов с международной транслитерацией на основе латинской графики, приводятся грамматические формы частей речи. Словарь отражает важнейшую лексику эпического и классического санскрита и не содержит слов ведийского языка, джайнского санскрита и буддийского гибридного санскрита. При подготовке второго издания внесены отдельные исправления, дополнены значения ряда слов, а также уточнены пометы. Дополнение, прилагаемое к словарю, содержит грамматические термины, труднораспознаваемые формы, эпические компоненты-формулы и сложные слова, смысл которых не эквивалентен значению их компонентов, а также дополнительные значения к словам, уже имеющимся в словаре. Слова в словаре располагаются в порядке алфавита деванагари. Все производные и сложные слова даются самостоятельными статьями.
Приложение «Грамматический очерк санскрита» к этому словарю написал А. А. Зализняк, оно входит во все издания словаря.

## История изданий
Санскритско-русский словарь был издан впервые. Первое издание вышло в свет в 1978 году в издательстве «Русский язык», второе — в 1987 году в том же издательстве, третье — в 1996 году (издательство «Филология») и в 2005 году (в издательстве «Академический Проект»). 